# Sestao River Club
Sestao River Club är en spansk fotbollsklubb med sin hemvist i staden Sestao i Bizkaia i Baskien. Klubben bildades i sin nuvarande form 1996, och spelar i Segunda División B grupo 1 (en serie mellan Segunda och Tercera División). Den ursprungliga klubben 'Sestao Sport Club' bildades dock redan 1916. Hemmamatcherna spelas på Estadio Las Llanas med plats för 8 000 åskådare.

## Kort historia
- Sestao Sport Club - (1916–1996)
- Sestao River Club - (1996–)